# RIPA裂解液
RIPA裂解液（英語：Radioimmunoprecipitation assay buffer，全称放射免疫沉淀法缓冲液）是一种用于裂解细胞或组织的裂解缓冲液，常用于放射性免疫沉淀分析（RIPA）。此缓冲液的变性性能比NP-40裂解液或曲拉通X-100裂解缓冲液更强，因为它包含离子型去垢剂SDS和脱氧胆酸钠作为破坏核膜，提取核内物质的活性成分。RIPA缓冲液在实验时能提供低的背景，但也会使激酶变性。

## 配方
用于提取总蛋白质的RIPA缓冲液配方如下：
- 25mM Tris (也可以用10mM 磷酸缓冲液来代替)pH值为7-8
- 150mM 氯化钠
- 0.1% SDS（可选）
- 0.5%的 脱氧胆酸钠
- 1％的Triton X-100或 NP-40
- 蛋白酶抑制剂，例如苯甲基磺酰氟（PMSF）或其它蛋白酶抑制剂（根据试剂商提供的说明使用）。